# Myiomma fieberi
Myiomma fieberi är en insektsart som beskrevs av Puton 1972. Myiomma fieberi ingår i släktet Myiomma och familjen ängsskinnbaggar. Inga underarter finns listade i Catalogue of Life.